# Gottfried Christian Reich
Gottfried Christian Reich (Kaiserhammer, 19 de julho de 1769 — Berlim, 5 de janeiro de 1848), conhecido em latim como Godofredus Christianus Reich, ou, pelo pseudônimo Metrodorus, foi um médico, naturalista e professor universitário alemão. Foi responsável pela tradução de uma série de trabalhos sobre medicina do inglês para língua alemã. Embora não possuísse educação superior em zoologia ou taxonomia, seu interesse por história natural lhe rendeu um número de descrições de espécies ou gêneros, além de atuar como editor de dois periódicos de curta duração, sendo um sobre reino animal e outro sobre plantas.

## Primeiros anos e educação
Gottfried Christian Reich nasceu na cabana Jagdschloss Kaiserhammer, uma hospedagem no castelo de Kaiserhammer, no município alemão de Marktleuthen, estado da Baviera, em 19 de julho de 1769. Pouco se sabe sobre sua infância, porém sabe se que nasceu em uma família de classe média.
Em 1788, pouco após completar a maioridade, Gottfried Christian Reich matriculou-se na faculdade de medicina pela Universidade de Jena e na Universidade de Erlangen-Nuremberg. Na Universidade de Erlangen, ele adquiriu seu doutorado através de uma dissertação sobre a epidemia de varíola em Arzberg em 1791, intitulada de “Brevis epidemiae variolosae Arzbergensis anni 1791 delineatio”. Em 1789, um ano depois, ele tornaria-se um professor universitário na faculdade de medicina de Erlangen. Pouco tempo depois, ele iniciaria a traduzir trabalhos medicinais sobre doenças e fraturas e, após traduzir Essays on Fractures and Luxations de John Aitken, escrito sobre a peste bovina.

## Trabalhos posteriores e naturalismo
Em 1793, Gottfried Christian Reich publicaria seu primeiro trabalho sobre zoologia, onde descreveria a espécie Chlorestes notata, uma espécie de beija-flor da subfamília dos troquilíneos. Neste mesmo trabalho, entitulado Magazin des Tierreichs, Gottfried descreveu um novo gênero de besouros cerambicídeos cucujiformes, um monotipo nomeado Torneutes, que inclui a espécie Torneutes pallidipennis; assim como uma espécie de formiga nomeada Acromyrmex octospinosus. Reich não descreveu nenhuma espécie de planta, entretanto, escreveu sobre seus hábitos e morfologia na publicação periódica de sua autoria Magazin des Pflanzenreichs.
Gottfried Christian Reich escreveu sobre a febre e sugeriu que elas eram devidas a razões químicas, especificamente pelo aumento de nitrogênio e pela redução de oxigênio, sugerindo o tratamento com ácidos. Ao mesmo tempo, alegava que os resultados eram infalíveis e as notícias de sua afirmação se espalharam amplamente. Em 1799, juntamente ao Christian Gottlieb Selle e Johann Ludwig Formey, recebeu uma promoção do governo da Prússia para realizar demonstrações de seu trabalho no hospital Charité de Berlim. Os resultados destas experiências seriam publicados em 1801, resultando-se em tratamentos favoravelmente avaliados, garantindo ao médico uma pensão de 500 táleres. Ele também deu palestras e se mudaria para a cidade de Berlim um ano antes.
Em 24 de setembro de 1800, Gottfried Christian Reich receberia o apelido de Metrodorus IV e seria nomeado membro da Academia Imperial Leopoldina-Carolínica de Cientistas Naturais, na matrícula n.º 1014 sob a presidência do naturalista e médico alemão Johann Christian von Schreber. Em 1809, foi nomeado como um dos professores de medicina da recém-fundada Universidade Humboldt de Berlim, onde trabalharia até sua morte, em 5 de janeiro de 1848.